# Kaspar Taimsoo
Kaspar Taimsoo (n. 30 aprilie 1987, Viljandi, RSS Estonă, URSS) este un canotor ce a reprezentat Estonia, medaliat olimpic. A participat la 4 ediții ale Jocurilor Olimpice (2008, 2012, 2016, 2020) în care a câștigat o medalie de bronz.